# Ladislav Jandásek

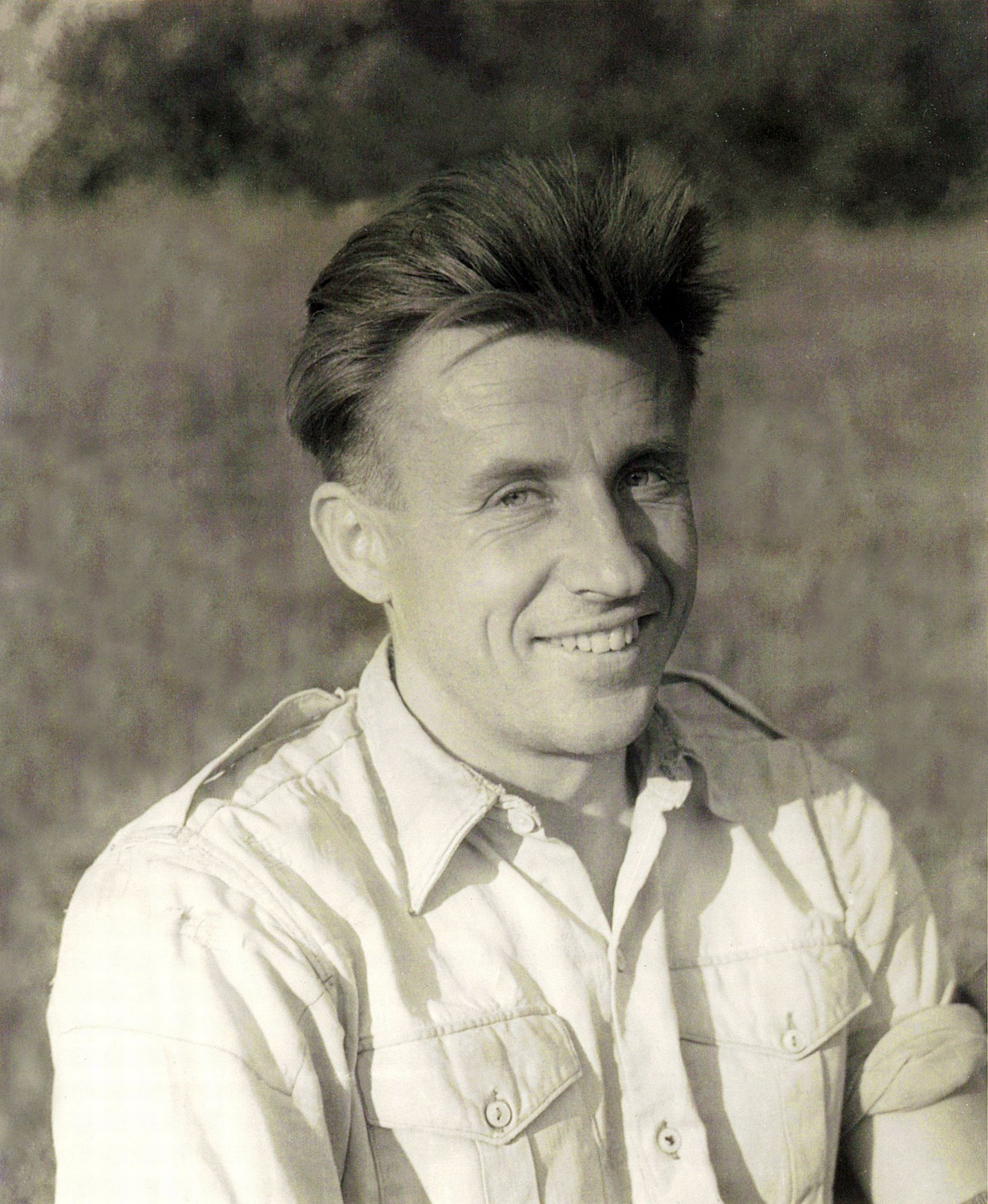
Ing. Miroslav Jandásek – Jandáskův syn

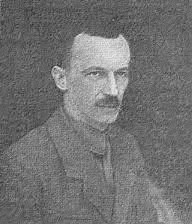
PhDr. Josef Kudela – Jandáskův švagr

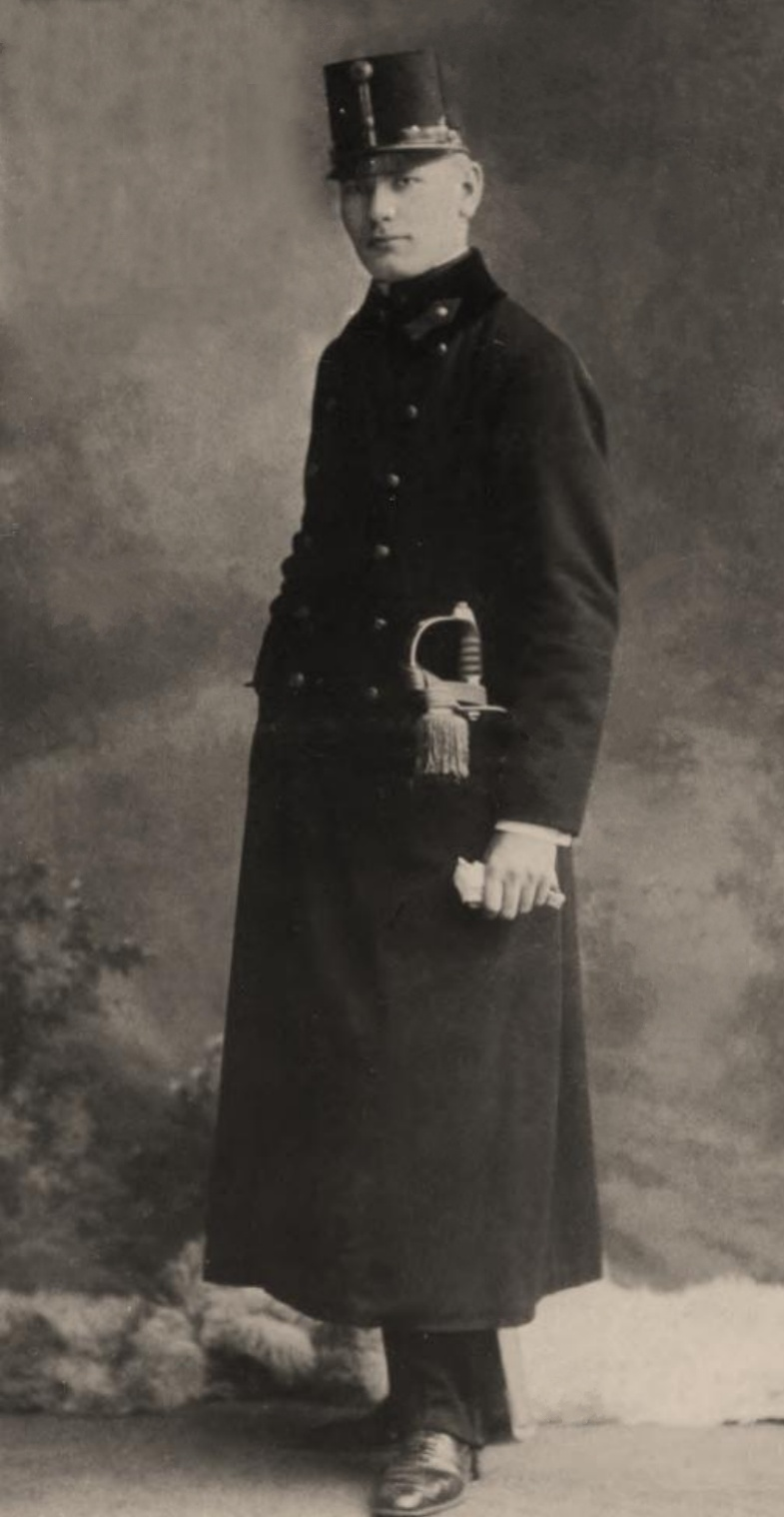
Cyril Hluchý – Jandáskův velitel během služby ve Slovácké brigádě

Ladislav Jandásek (19. listopadu 1887 Moravany u Kyjova – 5. září 1942 koncentrační tábor Osvětim) byl prvorepublikový středoškolský profesor, sokolský představitel a účastník druhého odboje umučený nacisty.

## Stručný životopis
Ladislav Jandásek pracoval po absolvování Filozofické fakulty Univerzity Karlovy v Praze (obory čeština a francouzština) od roku 1910 jako středoškolský profesor na středních školách na Moravě. Od roku 1920 vyučoval na Státním gymnáziu v Brně, od roku 1938 vykonával funkci zemského školního inspektora při Zemské školní radě v Brně. Zároveň patřil mezi vysoké funkcionáře Československé obce sokolské (ČOS). V ČOS vykonával publikační a redakční práci z oboru sokolského hnutí. V Sokole (župa Jana Máchala, Sokol Brno III) souběžně vykonával řadu funkcí: byl členem předsednictva ČOS, členem předsednictva vzdělávacího sboru ČOS, náměstkem vzdělavatele ČOS, redaktorem sokolských časopisů Tyrš, Vzdělavatel a Sokolské proslovy. Také redigoval (uspořádával) spisy Miroslava Tyrše. Kromě vyučování a publikování statí o sokolské historii se Jandásek zajímal o tělesná cvičení, ale i o hudbu a divadlo. (U svých žáků sledoval nejen to, jak se učí, ale i jakého jsou zdravotního stavu a z jakých rodinných poměrů pocházejí. Ty nadané a méně majetné se snažil při studiu povzbuzovat, podporovat a pomáhat jim.) Za Protektorátu Čechy a Morava působil v politické skupině vojenské ilegální odbojové organizace Obrana národa. Poprvé byl zatčen německými bezpečnostními složkami a vězněn v Brně (od 9. září do 30. září 1940). Podruhé byl zatčen a vězněn od 30. září 1941 v brněnské věznici Pod kaštany. Dne 11. června 1942 byl deportován do koncentračního tábora v Osvětimi, kde později zahynul.

## Podrobý životopis

### Rodinné poměry
Ladislav Jandásek se narodil 19. listopadu 1887 v Moravanech u Kyjova do rodiny Ludvíka Jandáska a jeho manželky Antonie Jandáskové. Se svojí manželkou Boženou se Ladislav Jandásek oženil v Brně 27. června 1921. V roce 1922 se manželům Jandáskovým narodila dcera Jarmila Jandásková (provdaná Chmelíková; 2. června 1922 – 22. prosince 2011 Brno) a o rok a půl později pak syn Miroslav Jandásek. Švagrem Ladislava Jandáska byl legionářský spisovatel a pedagog Josef Kudela.

### Studia
Svoje středoškolská studia absolvoval v letech 1898 až 1906 v Kyjově na Klvaňově gymnáziu. Poté vystudoval češtinu a francouzštinu na Filozofické fakultě Univerzity Karlovy v Praze, kde absolvoval v roce 1910 a poté se dal na učitelskou dráhu. Během školního roku 1910 / 1911 učil v Kostelci u Kyjova. Závěrečnou státní zkoušku vykonal 2. června 1911. Od roku 1912 učil v Hodoníně jako suplent zemské reálky.

### První světová válka
Jeho učitelskou karieru přerušila první světová válka. Po absolvování vojenské prezenční služby se v roce 1914 stal pevnostním dělostřelcem v Krakově (od 1. srpna 1914), v roce 1915 byl poslán na balkánskou frontu, po níž byl převelen do Itálie. Na vojenské dovolené na zotavenou jej v říjnu 1918 zastihl konec první světové války.

### Slovácká brigáda
A byl to Ladislav Jandásek, kdo měl na starosti organizovat tzv. Slováckou brigádu, jejímž úkolem bylo na Slovácku udržet pořádek do převzetí správy nově se rodící Československou republikou. V době vzniku Slovácké brigády vykonával nadporučík Ladislav Jandásek funkci 2. pobočníka ve štábu (s účtárnou) velitelství, které se nacházelo v Hodoníně.
Slavnostní přísaha Slovácké brigády před budovou hodonínské radnice (dnešní Masarykovo náměstí) se uskutečnila v neděli 17. listopadu 1918. Nejprve hudba zahrála Kde domov můj a shromáždění vojáci vzdali čest praporu. Následoval projev velitele brigády – setníka Cyrila Hluchého – k vojákům a přihlížejícím shromážděným občanům, vedený ze slavnostně vyzdobeného balkónu. Po projevu jmenovaného vládního komisaře města Hodonína advokáta JUDr. Eduarda Krajíčka (25. února 1879 Luhačovice – 24. července 1921 Hodonín; v letech 1918 až 1920 působil jako starosta města Hodonín) následoval text přísahy, který přečetl nadporučík Ladislav Jandásek. Nakonec příslušníci jednotky přísahali na prapor, který jim pro tento účel zapůjčila sokolská jednota v Hodoníně.

### Mezi dvěma válkami
Dne 1. září 1920 se stal (byl jmenován) středoškolským profesorem na III. státní reálce (gymnáziu) v Brně (později se z tohoto gymnázia stalo II. státní gymnázium). V této vzdělávací instituci vyučoval až do 28. července 1938 kdy byl pověřen Zemskou školní radou v Brně funkcí zemského školního inspektora pro školy národní. Tuto funkci vykonával i v protektorátní době až do svého prvního zatčení německými bezpečnostními složkami 9. září 1940. Ve vazbě byl držen až do 30. září 1940, kdy byl propuštěn a přidělen k reformnímu reálnému gymnáziu v Tišnově. Tady působil po dobu osmi měsíců až do 1. června 1941, kdy byl penzionován a odešel na trvalý odpočinek.

### V Protektorátu Čechy a Morava
Ladislav Jandásek se po nastolení protektorátu zapojil do domácího protiněmeckého odboje v politické skupině fungující v rámci vojenské ilegální Obrany národa (ON). Proti Obraně národa vedli Němci několik úderů. První garnituru ON se jim podařilo rozbít během dvou zatýkacích vln, které se odehrály na podzim roku 1939 a v únoru 1940. Tato ilegální organizace původně strukturovaná podle vojenské hierarchie se ovšem zregenerovala a po nástupu její druhé garnitury se soustředila na maximální zakonspirování veškerých svých struktur s důrazem na zpravodajskou, sabotážní a diverzní činnost. S nástupem Reinharda Heydricha do úřadu říšského protektora (28. září 1941) přišel další německý úder proti ON v září 1941, kdy bylo v rámci prvního stanného práva pozatýkáno několik stovek důstojníků bývalé československé armády, z nichž velká část skončila na popravištích.

#### První zatčení
První zatčení Ladislava Jandáska proběhlo 9. září 1940 v souvislosti s jednou ze zatýkacích vln namířenou proti členům druhé garnitury Obrany národa. Jandásek byl vězněn v Brně až do 30. září 1940, kdy byl (zřejmě pro nedostatek usvědčujících důkazů) propuštěn na svobodu. Ztráta důvěry Němců v jeho osobu se promítla do jeho odvolání z funkce zemského školního inspektora pro školy národní. (Dál sice pracoval ve školství, ale byl přidělen k reformnímu reálnému gymnáziu v Tišnově.)

#### Druhé zatčení
Druhé zatčení Ladislava Jandáska proběhlo rok po jeho propuštění a sice 30. září 1941 v rámci německého úderu proti druhé garnituře Obrany národa. Jandásek byl držen v Brně ve věznici gestapa Pod kaštany (Brno, Veveří 112; současná adresa: Veveří 2207/112, 616 00 Brno - Žabovřesky). Dne 11. června 1942 byl deportován do koncentračního tábora Osvětim. Tam mu bylo přiděleno vězeňské číslo 39 296 a byl umístěn do bloku 19a. Smrt Ladislava Jandáska byla nahlášena ke dni 5. září 1942 v 6.55 hodin.

### Poznámka
Zatčení Ladislava Jandáska spojují některé zdroje s drtivým úderem německých bezpečnostních orgánů (gestapo, sicherheitsdienst) na Obec skolskou v odboji (OSVO), který se odehrál o týden později, než byl zatčen (30. září 1941) Ladislav Jandásek a sice v noci ze 7. na 8. října 1941, kdy proběhla tzv. Akce Sokol. (Každopádně v době Akce Sokol byl již týden mezi zadrženými.) Při této razii bylo zatčeno asi 1 500 členů České obce sokolské (mezi nimi: Antonín Benda, Stanislav Bukovský, Ladislav Jandásek, Jan Václav Keller, Jan Pelikán a mnoho dalších) z toho asi 800 funkcionářů. Dne 8. října 1941 byla sokolská organizace rozpuštěna, ale úředně k tomuto aktu došlo až 11. října 1941. Rekonstrukcí poničených struktur OSVO se začal zabývat Ladislav Vaněk – zakladatel ilegální organizace Jindra, která se stala přímým pokračovatelem OSVO.

## Publikační aktivity (výběr)
Databáze Národní knihovny České republiky eviduje celkem asi 55 publikací různého rozsahu, převážně se sokolskou tematikou, jejímž autorem je Ladislav Jandásek nebo se na jejich publikování redakčně podílel. Zde je (pro ilustraci) uveden chronologický výběr některých z nich:
- JANDÁSEK, Ladislav: Za společným cílem. Sokolstvo a legionáři. Brno 1923]
- JANDÁSEK, Ladislav. Dr. Miroslav Tyrš. 2. vydání Brno: nakladatelské družstvo Moravský legionář, 1924; 178 stran; Přednášky; svazek 10.
- úvod napsal Ladislav Jandásek. TYRŠ, Miroslav. Mohamed a nauka jeho. 2. vydání. Brno: nakladatelské družstvo Moravský Legionář, 1925; 40 stran; Sokolská knihovna; 2.
- JANDÁSEK, Ladislav. Význam Dra Mir. Tyrše v přípravě našeho osvobození. V Praze: nákladem Československé obce sokolské, 1929; 29 stran. Tyršův sborník; XII.
- JANDÁSEK, Ladislav. Památce Frant. Pavlíka, oběti bojů za české Brno. Druhé vydání. Brno: nakladatelské družstvo Moravský Legionář, 1930; 16 stran; Hrdinové a oběti odboje; svazek 3.
- JANDÁSEK, Ladislav. Život dr. Miroslava Tyrše. Brno: nakladatelské družstvo Moravský legionář, 1932; 172 stran; Tyršova knihovna; svazek 1.
- Sokolské hnutí v Československu. IN: Slovanský a východoevropský přehled. Ročník 11, číslo 31, 1932, strany 65-80; JSTOR:4202739.
- TYRŠ, Miroslav a JANDÁSEK, Ladislav, ed. Miroslav Tyrš: Výbor z jeho úvah, řečí a spisů. Brno: Dědictví Havlíčkovo, 1932; 96 stran; Knihovna středoškolské četby; svazek 17.
- JANDÁSEK, Ladislav. Sokolství Jindřicha Fügnera. Brno: nakladatelské družstvo Moravský legionář, 1935; 159 stran; Tyršova knihovna; svazek 9.
- JANDÁSEK, Ladislav. Přehledné dějiny sokolstva. Část I, Od vzniku Sokola (1862) do založení České obce sokolské (1889). Typ A, (Kniha povinná pro všecky sokolské knihovny). V Praze: Československá obec sokolská, 1936; 142 stran; Sokolská osvěta; svazek 31.
- JANDÁSEK, Ladislav: Z počátků Slovácké brigády. IN: Kudela, Josef: Brno v boji za svobodu. Druhý svazek. Brno 1937, strany 276 až 278.
- JANDÁSEK, Ladislav a PELIKÁN, Jan. Stručné dějiny sokolstva: 1862-1912. Praha: Nakladatelství Československé obce sokolské, 1946; 67 stran; (vyšlo posmrtně)
- JANDÁSEK, Ladislav. Tyršovo slovanství. I. vydání. V Praze: Československá obec sokolská, 1947; 160 stran; (vyšlo posmrtně)

## Připomínky

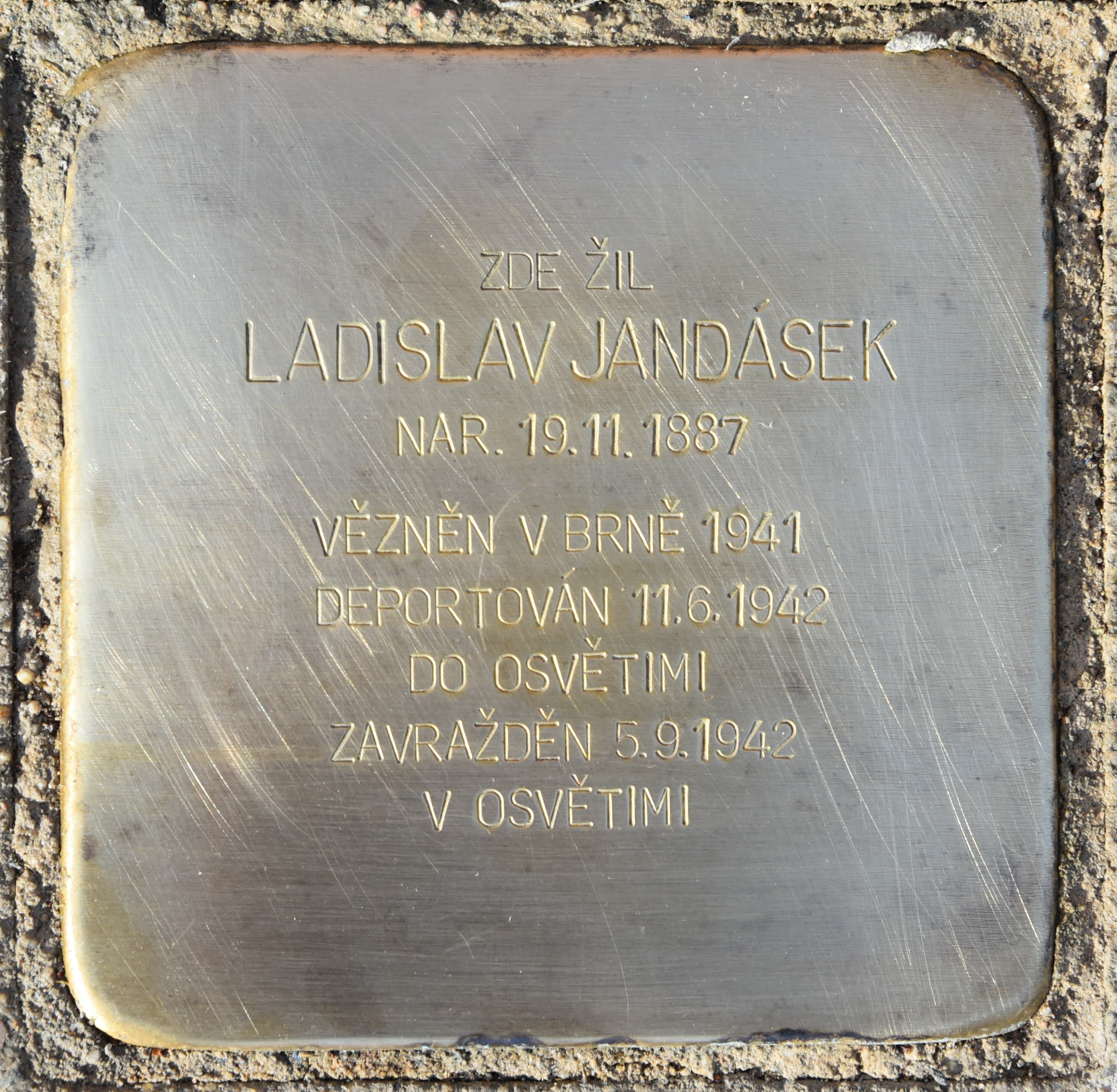
Kámen zmizelého věnovaný Ladislavu Jandáskovi

- V Brně na adrese Soukupova 529/4 v dlažbě chodníku byl 10. září 2015 instalován a slavnostně odhalen kámen zmizelého[p. 8] s tímto nápisem: „ZDE ŽIL / LADISLAV JANDÁSEK / NAR. 19. 11. 1887 / VĚZNĚN V BRNĚ 1941 / DEPORTOVÁN 11. 6. 1942 / DO OSVĚTIMI / ZAVRAŽDĚN 5. 9. 1942 / V OSVĚTIMI“. Instalaci kamene zmizelého zajistila společnost VIA LUCIS ORIENT BRNO z.s. (Jde o zednářskou lóži „Cestou světla“, k jejímž zakládajícím členům Ladislav Jandásek patřil.)[5][24]
- Jeho jméno je uvedeno na pamětní desce v pražském Tyršově domě.[25] Na desce je nápis: „NA PAMĚŤ ČLENŮ ÚSTŘEDÍ ČOS, / KTEŘÍ PŘINESLI V LETECH 1939–1945 / OBĚŤ NEJVYŠŠÍ // ... následuje výpis jmen ... LADISLAV JANDÁSEK *19.11.1887 +5.9.1942 OSVĚTIM .... “[25]
- Jeho jméno je uvedeno na pamětní desce Obětem 2. světové války, která je umístěna na podestě v 1. patře budovy nejvyššího soudu ČR v Brně (na adrese: Moravské náměstí 6/01, Brno). Na pamětní desce je nápis: PAMÁTCE 434 PADLÝCH HRDINŮ Z ŘAD UČITELŮ A PROFESORŮ ZEMĚ .... následuje výpis jmen ... LAD. JANDÁSEK ... Původně byla pamětní deska (slavnostně odhalena 25. října 1947) ve vstupním prostoru budovy Nejvyššího správního soudu ČR, ale v roce 1995 byla přemístěna na podestu v 1. patře budovy. Autorkou pamětní desky je Marie Ehlerová (Syptáková).[26][27] (V době umístění pamětní desky sídlila v budově Zemská školní rada, dnes v budově sídlí Nejvyšší správní soud.)
- Dne 16. června 1946 byla v budově husovického gymnázia (na adrese Brno, Vranovská 65/01; nynější adresa: Vranovská 1364/65, 614 00 Brno - Husovice) slavnostně odhalena pamětní deska věnovaná vzpomínce na oběti okupace z řad učitelů a žáků školy. Na pamětní desce je text: V letech 1939–1945 / obětovali své životy za nejvyšší hodnoty národa / síleni jsouce vírou ve svobodný zítřek / .... následuje výčet jmen ... Ladislav Jandásek + 5. 9. 1942, Osvětim ... následuje výčet jmen .... Věčná paměť vám nesmrtelní ![28]
- Od 25. června 1946 byla v Brně (Řečkovice a Mokrá Hora) po Ladislavu Jandáskovi pojmenována ulice Jandáskova.[29][1]

## Ocenění (in memoriam)
- Prezidentem republiky byl Ladislav Jandásek jmenován vrchním školním radou.[1]
- Medaile „Za zásluhy Sokola Brno I“ byla Ladislavu Jandáskovi udělena 3. prosince 2013.[1][3]